# Rakouské Slezsko
Rakouské Slezsko (německy Österreichisch-Schlesien), oficiálně Vévodství Horní a Dolní Slezsko (německy Herzogtum Ober- und Niederschlesien, polsky Księstwo Górnego i Dolnego Śląska), je označení části historického Slezska, které zůstalo součástí habsburské monarchie po Vratislavském míru uzavřeném roku 1742. Území Rakouského Slezska je z větší části shodné s územím dnešního Českého Slezska, k Rakouskému Slezsku však patřila i dnešní polská část Těšínska a naopak k němu nepatřilo Hlučínsko.

## Historie
První slezská válka znamenala pro habsburskou monarchii ztrátu většiny Slezska. Po uzavření Vratislavského míru roku 1742 zbylo pod vládou Habsburků pouze Těšínské knížectví (léno Františka Štěpána Lotrinského), část Krnovského a Nisského knížectví, část Opavského knížectví a drobnější stavovská panství Albrechtice, Bílsko, Bohumín, Bruntál, Frýdek, Fryštát, Německá Lutyně, Ráj, Petrovice, Rychvald a město Opava.

Rakouské Slezsko roku 1746

Ke správě Rakouského Slezska byl vzápětí vytvořen Královský úřad (Königliches Amt) v Opavě, který však při spojení slezské a moravské správy roku 1782 ukončil svou činnost a zemi nadále spravovalo Moravskoslezské gubernium. Samostatná politická správa byla obnovena až roku 1850.
1. července 1782 bylo císařským dekretem rakouské Slezsko spojeno s Moravou do jednoho správního celku, v jehož čele stálo Moravskoslezské gubernium se sídlem v Brně.

### Období 1850–1918

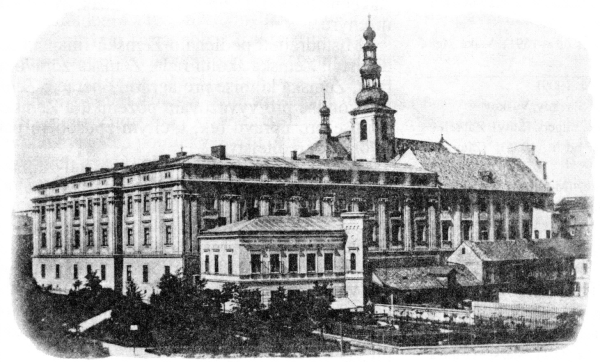
Slezská zemská sněmovna v Opavě v roce 1900

Císařským rozhodnutím z 26. června 1849 bylo rakouské Slezsko (včetně moravských enkláv ve Slezsku) k 1. lednu 1850 od Moravy opět odděleno a stalo se jednou z korunních zemí, vévodstvím Horní a Dolní Slezsko s hlavním městem Opavou. V té době mělo i s územím moravských enkláv 5 147 km². Od 5. listopadu 1860 do 29. března 1861 bylo opětovně spojeno s Moravou.

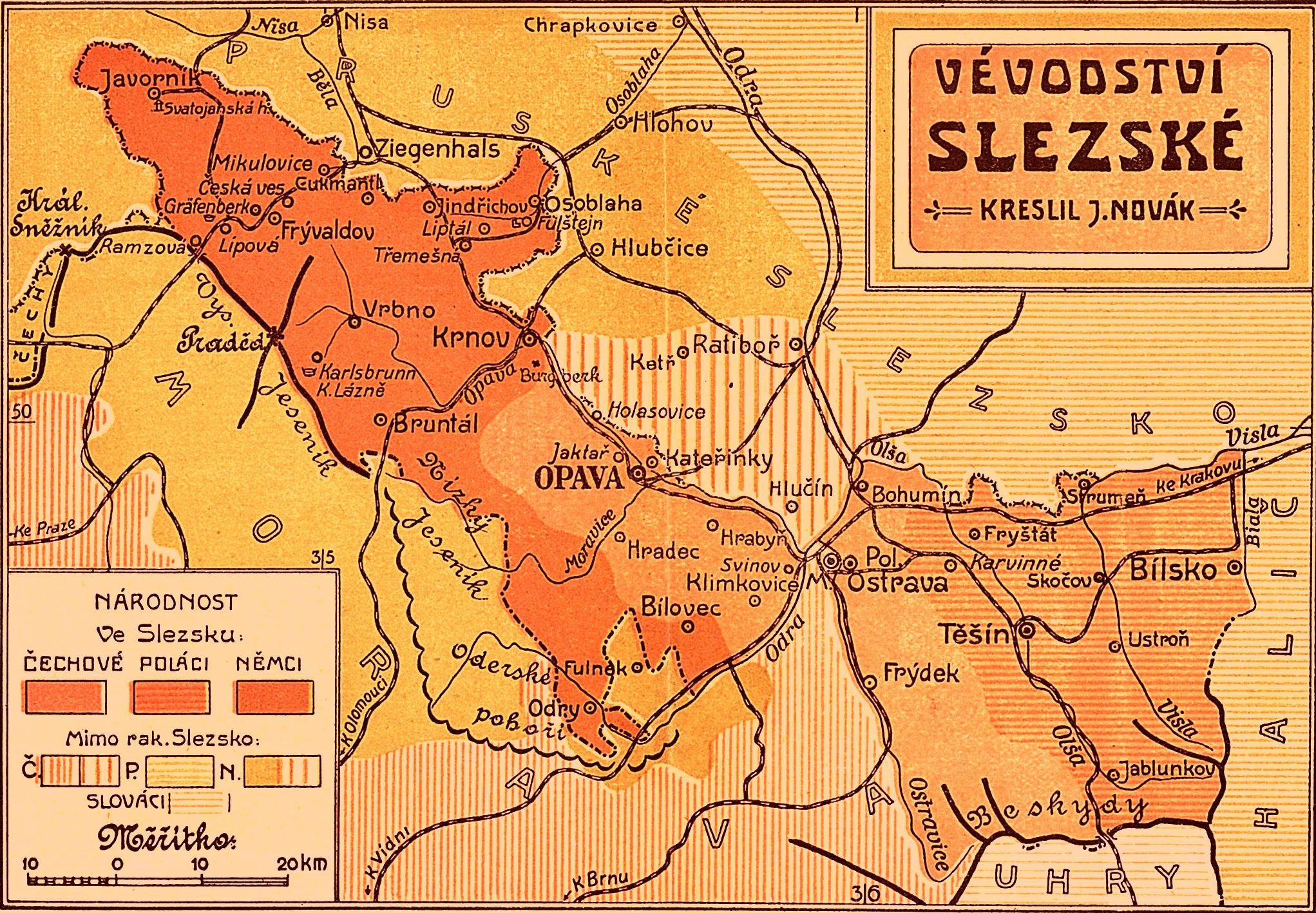
Národnostní složení Rakouského Slezska a přilehlé části Pruského Slezska v roce 1912

V roce 1850 zároveň došlo ke zrušení obou slezských krajů (t.j. Opavského a Těšínského) a k jejich rozdělení mezi 22 nově vzniklých tzv. smíšených okresů a 1 statutární město (Opava). Toto členění pak bylo roku 1868 nahrazeno členěním na 7 politických okresů (Bílsko, Bruntál, Fryštát, Frývaldov, Krnov, Opava, Těšín) a 3 statutární města, která k těmto okresům nenáležela (Bílsko, Frýdek a Opava). V roce 1896 vznikl z části území politického okresu Opava nový politický okres Bílovec a 1. října 1901 také politický okres Frýdek, patřící původně do politického okresu Těšín. Tím se počet politických okresů do roku 1918 zvýšil na 9.
Území politických okresů se dále členilo na soudní okresy, což byly územní jednotky, podle kterých bylo organizováno soudnictví. Správu smíšených a později politických okresů řídilo okresní hejtmanství v čele s hejtmanem.

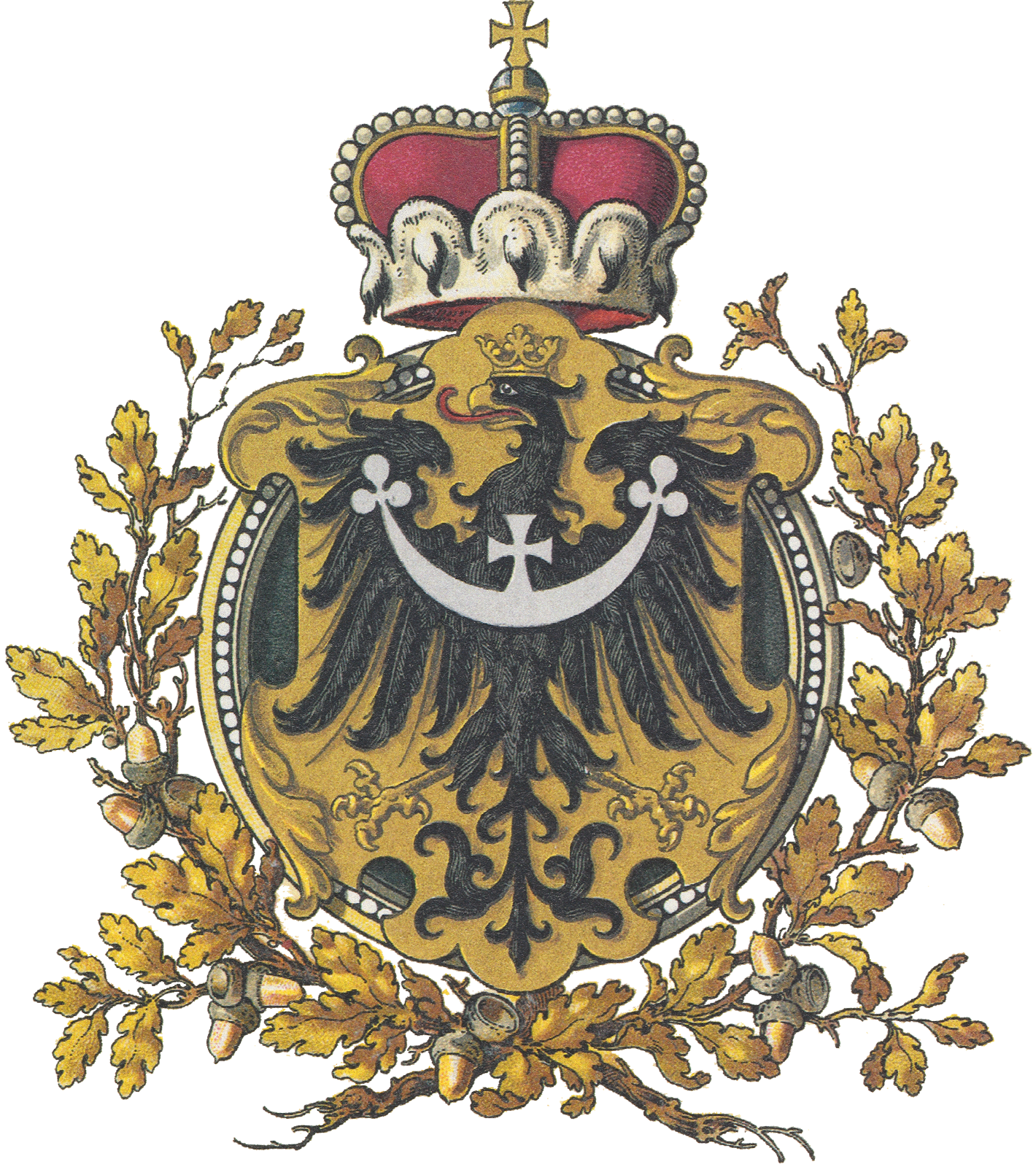
Výtvarně pojatý znak Slezska, jehož autorem je rakouský heraldik Hugo Gerhard Ströhl

Na zemské úrovni byl od zavedení ústavního systému vlády a zemské samosprávy roku 1861 nejvyšším zákonodárným sborem Slezský zemský sněm se sídlem v Opavě, sestávající z 31 poslanců volených ve třech kuriích. V jeho čele stál zemský hejtman a zemský výbor. Státní správu ve Slezsku představoval zemský prezident (v jiných zemích Rakouska-Uherska většinou nazýván místodržící) a zemská vláda (v jiných zemích místodržitelství).
Sčítání lidu 1910 v Rakousku-Uhersku vykázalo následující údaje o obcovací řeči:
- němčina: 325 530 (43,90 %)
- polština: 235 224 (31,71 %)
- čeština-moravština-slovenština: 180 341 (24,33 %)
- jiné: 361 (0,06 %)

Se vznikem Československa se celé Rakouské Slezsko stalo jeho součástí jako Země Slezská, území Těšínska se však stalo předmětem sporu s Polskem (viz Československo-polský spor o Těšínsko).